# Мужская сборная Австрии по водному поло
Мужская сборная Австрии по водному поло — национальная ватерпольная команда, представляющая Австрию на международной арене. Управляющей организацией является Ассоциация плавания Австрии (нем. Österreichischer Schwimmverband, OSV).

## Результаты выступлений

### Олимпийские игры
| Год        | Место          | И              | В              | Н              | П              | ГЗ             | ГП             | +/-            |
| ---------- | -------------- | -------------- | -------------- | -------------- | -------------- | -------------- | -------------- | -------------- |
| 1900—1908  | не участвовали | не участвовали | не участвовали | не участвовали | не участвовали | не участвовали | не участвовали | не участвовали |
| 1912       | 4              | 4              | 1              | 0              | 3              | 10             | 25             | -15            |
| 1920—1932  | не участвовали | не участвовали | не участвовали | не участвовали | не участвовали | не участвовали | не участвовали | не участвовали |
| 1936       | 6              | 7              | 3              | 1              | 3              | 27             | 16             | +11            |
| 1948       | не участвовали | не участвовали | не участвовали | не участвовали | не участвовали | не участвовали | не участвовали | не участвовали |
| 1952       | 13             | 5              | 1              | 1              | 3              | 14             | 19             | -5             |
| 1956—н. в. | не участвовали | не участвовали | не участвовали | не участвовали | не участвовали | не участвовали | не участвовали | не участвовали |

### Чемпионаты Европы
| Год        | Место          | И              | В              | Н              | П              | ГЗ             | ГП             | +/-            |
| ---------- | -------------- | -------------- | -------------- | -------------- | -------------- | -------------- | -------------- | -------------- |
| 1926       | не участвовали | не участвовали | не участвовали | не участвовали | не участвовали | не участвовали | не участвовали | не участвовали |
| 1927       | 6              | 4              | 2              | 0              | 2              | 8              | 15             | -7             |
| 1931       | 3              | 5              | 3              | 0              | 3              | 11             | 30             | -19            |
| 1934—1938  | не участвовали | не участвовали | не участвовали | не участвовали | не участвовали | не участвовали | не участвовали | не участвовали |
| 1947       | 10             | 3              | 0              | 0              | 3              | 1              | 15             | -14            |
| 1950       | 5              | 6              | 2              | 0              | 4              | 29             | 43             | -14            |
| 1954       | 12             | 2              | 0              | 0              | 2              | 2              | 15             | -13            |
| 1958       | 11             | 4              | 0              | 0              | 4              | 10             | 23             | -13            |
| 1962—1966  | не участвовали | не участвовали | не участвовали | не участвовали | не участвовали | не участвовали | не участвовали | не участвовали |
| 1970       | 14             | 6              | 1              | 0              | 5              | 16             | 46             | -30            |
| 1974—1987  | не участвовали | не участвовали | не участвовали | не участвовали | не участвовали | не участвовали | не участвовали | не участвовали |
| 1989       | 14             | 6              | 1              | 1              | 4              | 41             | 71             | -30            |
| 1991—1993  | не участвовали | не участвовали | не участвовали | не участвовали | не участвовали | не участвовали | не участвовали | не участвовали |
| 1995       | 12             | 5              | 0              | 0              | 5              | 17             | 102            | -85            |
| 1997—н. в. | не участвовали | не участвовали | не участвовали | не участвовали | не участвовали | не участвовали | не участвовали | не участвовали |